# 빅토리아 폴스 공항

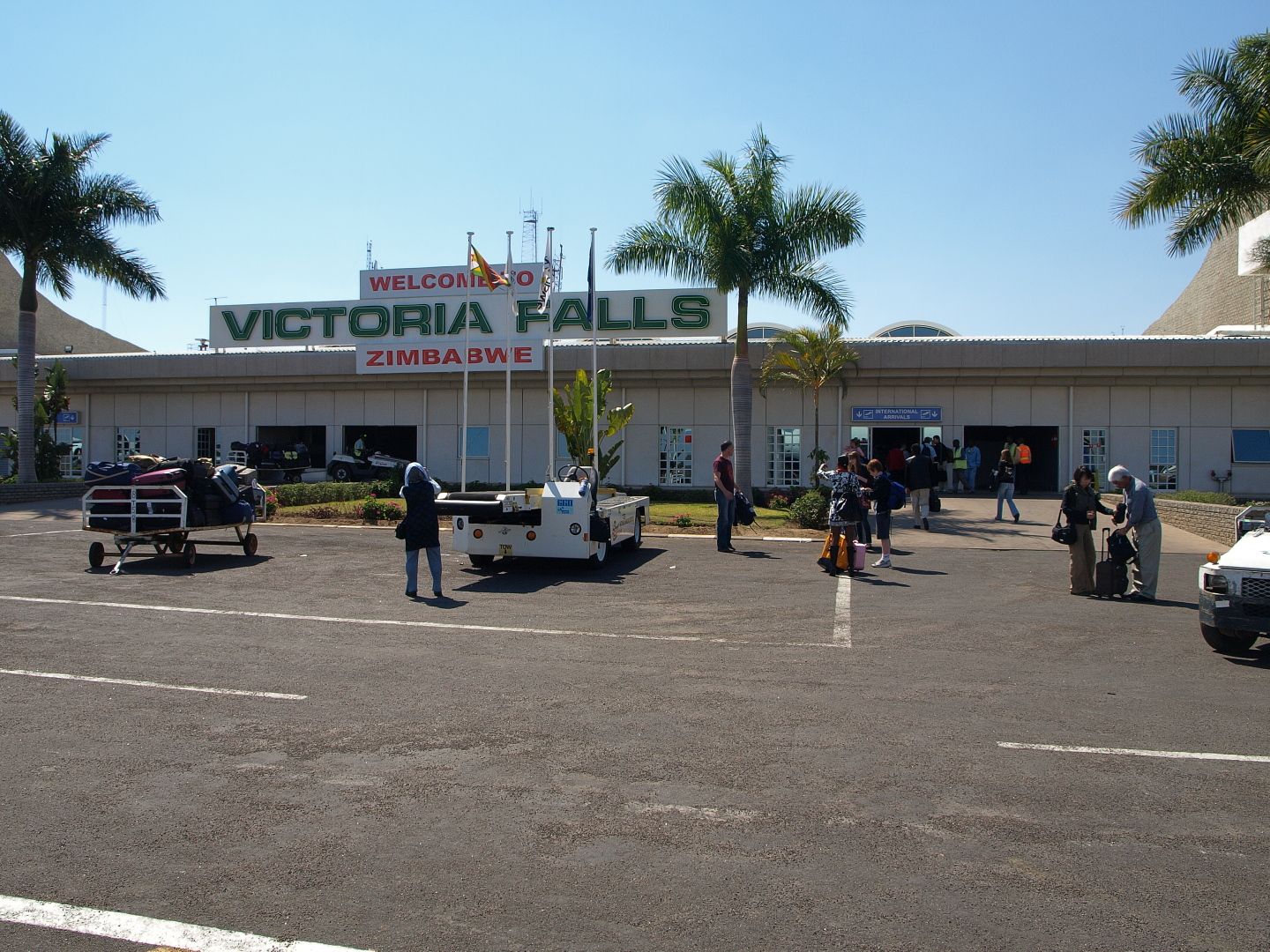

빅토리아 폴스 공항(Victoria Falls Airport, IATA: VFA, ICAO: FVFA)는 빅토리아 폭포 관광 산업을 관할하는 국제공항으로, 짐바브웨 빅토리아폴스 타운에서 남쪽으로 18킬로미터 지점에 위치해 있다.
이 공항은 하루 12시간 운영한다. 항공기 파킹, 화물 및 승객 처리, 연료 공급, 기후 정보, 식당, 면세점, 은행 등 여러 공항 시설과 서비스를 제공한다.

## 항공사
- 에어 짐바브웨
- 에어링크 (남아프리카공화국)
- 영국항공
- 에티오피아 항공
- 유로윙스 디스커버
- 패스트젯 짐바브웨
- 케냐 항공
- 남아프리카 항공